# Ausztria szövetséges megszállása
Ausztria megszállása 1945-től, a Vörös Hadsereg benyomulásától 1955-ig, az osztrák államszerződés aláírásáig tartott.
Bécs felszabadítása után a Vörös Hadsereg tovább nyomult nyugat felé, miközben nyugatról és északról a szövetséges csapatok is behatoltak Ausztriába. Még folytak a harcok, amikor az új ideiglenes kormány újra hatályba helyezte a szövetségi alkotmányt.

## Története

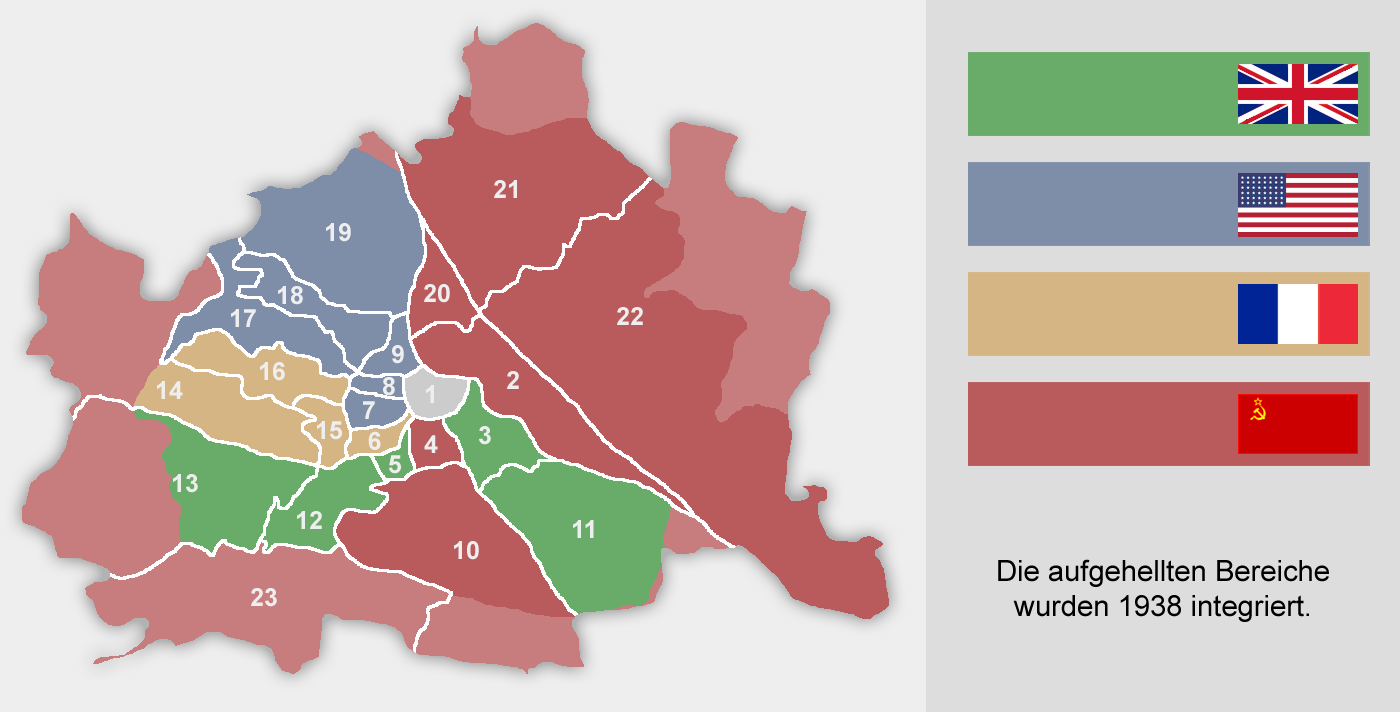
Bécs megszállási övezetei
Az I. kerületben a nagyhatalmak havonta váltakoztak. A világosabb külső terület a megszállási törvény szerint Alsó-Ausztriához tartozott

A második világháború befejeztével a győztes nagyhatalmak csapatai elfoglalták és egy évtizeden át megszállva tartották a négy megszállási övezetre osztott Ausztriát. Ausztriára a háború után nem Németországgal együttműködő, hanem Németország által leigázott államként tekintettek. Ez a magyarázata annak, hogy az ország megtarthatta 1938-as határait, és nem kellett kártérítést fizetnie sem.
Egy kommunista irányítású hatalomátvételi kísérlet („Koplenig-puccs”, 1950) kudarca után 1955-ben a Szovjetunió bejelentette, hogy hajlandó kivonulni, de cserébe meg kell tiltani Ausztriának a Németországgal való gazdasági és politikai egyesülését, és az újrafelfegyverzést. Németországot pedig kötelezni kell, hogy lemondjon minden Ausztriát érintő igényéről. Ezzel a nyugati szövetségesek is egyetértettek. 1955. május 15-én Bécsben aláírták az államszerződést, melyben az ország visszakapta szuverenitását. A megszállók kivonulása után Ausztria örökös semlegességét az alkotmányban rögzítették.